# Chucándiro
Chucándiro är en kommunhuvudort i Mexiko.   Den ligger i kommunen Chucándiro och delstaten Michoacán de Ocampo, i den centrala delen av landet, 240 km väster om huvudstaden Mexico City. Chucándiro ligger 1 855 meter över havet och antalet invånare är 1 609.
Terrängen runt Chucándiro är kuperad åt sydväst, men åt nordost är den platt. Chucándiro ligger nere i en dal. Runt Chucándiro är det ganska tätbefolkat, med 172 invånare per kvadratkilometer. Närmaste större samhälle är Huandacareo, 11,8 km nordost om Chucándiro. I omgivningarna runt Chucándiro växer huvudsakligen savannskog.